# オデンシアビジネススクール
オーデンシア経営大学院（英語: Audencia Business School、旧称: École de commerce consulaire Nantes、ナント高等商業学校）は、フランスの高等商業学校（ビジネススクール）。フランスとヨーロッパでトップのビジネススクールであり、AMBA、EQUIS、AACSBによって認定された世界で唯一の1％のビジネススクール。学校は学士号、修士号、専門職修士号、MBA、博士号、エグゼクティブ教育コースの約90か国から4,500人の学生を登録している。